# محمديار
محمديار (بالفارسية: محمدیار) هي مدينة تقع في إيران في Mohammadyar District. يقدر عدد سكانها بـ 8,018 نسمة .